# Ischnura barberi
Ischnura barberi är en trollsländeart som beskrevs av Philip J. Currie 1903. Ischnura barberi ingår i släktet Ischnura och familjen dammflicksländor. Inga underarter finns listade i Catalogue of Life.